# A&E Records
A&E Records is een sub-onderdeel van de Warner Music Group en dat als Mushroom UK begon. Het was een uitloper van het Australische label Mushroom Records, hoofdzakelijk bedoeld om Engeland van Australische importmuziek te voorzien.
Na een rustig begin, sloot het label een deal met de Schots/Amerikaanse rockgroep Garbage en met hitparade-ster Peter André. Aan het eind van de jaren 1990 werd A&E Records in Engeland naar de muzikale voorgrond gebracht door de rockgroep Muse (van het label Taste Media) en door Ash (van het sub-label Infectious).
Na een onderhandeling van twintig maanden werd het Engelse Mushroom-concern in 2003 veranderd in het A&E-concern, waar Korda Marshall een hoge post accepteerde. Het gehele A&E-concern kwam later in handen van Warner Music Group.
Het laatste nummer dat Mushroom Records uitgaf was de single "Shut Your Mouth" van Garbage. Sindsdien verscheen A&E Records veelal onder de naam Warner Music; Muse verscheen onder de naam Helium 3 en er werd wat onder Infectious.